# Bella Ramsey
Bella Ramsey   (Nottingham, setembre 2003), de nom complet Isabella May Ramsey, és una actriu anglesa. És coneguda pel seu paper com a jove noble Lyanna Mormont a la sèrie de televisió fantàstica de HBO Game of Thrones (2016-2019) i els papers posteriors de televisió com Mildred Hubble a la sèrie de CBBC de 2017 The Worst Witch, la veu del personatge principal de la sèrie d'animació de Netflix Hilda (2018-present) i Jane Gray al drama de Starz del 2022 Becoming Elizabeth.
Va protagonitzar la pel·lícula de comèdia històrica del 2022 Catherine Called Birdy i com Ellie a la sèrie dramàtica de HBO del 2023 The Last of Us.

## Primers anys
Isabella May Ramsey va néixer a Nottingham el setembre de 2003. Va ser escolaritzada en línia a través d'InterHigh School. Va començar a actuar com a afició amb quatre anys, a través de la branca de Loughborough del Stagecoach Theatre Arts, a la qual va assistir durant set anys.Després va anar a Television Workshop i va començar a fer audicions per a papers professionals.

## Carrera
Del 2016 al 2019, va interpretar Lyanna Mormont a la sèrie de televisió de drama fantàstic de HBO Game of Thrones. Després de la seua aparició debut a "The Broken Man" (temporada 6, episodi 7), els fans i els crítics van assenyalar que era una actriu destacada per retratar l'estil de lideratge del seu personatge. Aquesta reacció es va repetir després de la seua aparició al final de la temporada, amb The Hollywood Reporter anomenant-la "l'estrella destacada de la temporada 6". Ramsey va continuar en el paper durant la setena i vuitena temporada de la sèrie.
Va protagonitzar l'adaptació televisiva del 2017 dels llibres The Worst Witch, com el personatge titular Mildred Hubble, pel qual va guanyar el premi Young Performer als Premis Infantils de l'Acadèmia Britànica del 2019. Va anunciar a Instagram que havia abandonat la sèrie el 2020 a causa de problemes de salut mental, i el seu paper va ser refundat amb Lydia Page per a la quarta i última temporada.
Des del 2018, ha donat veu al personatge principal de la sèrie original de Netflix del 2018 Hilda, per la qual va guanyar el premi BAFTA 2019 a la millor "animació infantil" juntament amb Luke Pearson, Kurt Mueller i Stephanie Simpson. La sèrie va marcar el debut del talent com a cantant de Ramsey, amb la seua cançó de debut "The Life of Hilda" publicada el 25 de novembre de 2020, i més tard el 14 de desembre de 2020 juntament amb el llançament de la segona temporada. Va repetir el paper de Hilda a l'especial de pel·lícula de 80 minuts, Hilda and the Mountain King, que es va estrenar el 30 de desembre de 2021.
El febrer de 2021, Ramsey va ser elegida per interpretar el paper principal d'Ellie per a l'adaptació d'HBO del videojoc de 2013 The Last of Us juntament amb el seu company de Game of Thrones Pedro Pascal.

## Vida privada
Ramsey és no-binària i utilitza qualssevol pronoms; en una entrevista abans de l'estrena de The Last of Us, va dir: "El fet d'emmarcar-me en un gènere no és una cosa que m'agrada especialment".

## Filmografia

### Pel·lícules
| Any  | Títol                           | Paper                 | Notes     | Ref.          |
| ---- | ------------------------------- | --------------------- | --------- | ------------- |
| 2017 | Elefthería                      | Ellie                 | Curt      | [ 20 ]        |
| 2018 | Two for Joy                     | Miranda               |           |               |
| 2018 | Holmes & Watson                 | Flotsam               |           |               |
| 2019 | Princess Emmy                   | Princesa Gizana (veu) |           |               |
| 2019 | Judy                            | Lorna Luft            |           |               |
| 2019 | Nancy                           | Nancy                 | Curt      | [ 21 ]        |
| 2019 | Zero                            | Alice                 | Curt      | [ 22 ]        |
| 2019 | On the Beaches                  | Kitty                 | Curt      |               |
| 2020 | Turtle Journey                  | Totuga filla (veu)    | Curt      | [ 23 ] [ 24 ] |
| 2020 | 3 Minutes of Silence            | Jane                  | Curt      | [ 25 ]        |
| 2020 | Resistance                      | Elsbeth               |           |               |
| 2021 | Requiem                         | Evelyn                | Curt      | [ 26 ] [ 27 ] |
| 2021 | Villain                         | Georgia               | Curt      |               |
| 2021 | Hilda and the Mountain King     | Hilda (veu)           |           |               |
| 2022 | Catherine Called Birdy          | Birdy                 |           |               |
| 2023 | Chicken Run: Dawn of the Nugget | Molly (veu)           | Producció |               |

### Televisió
| Any           | Títol              | Paper                  | Notes                            | Ref.          |
| ------------- | ------------------ | ---------------------- | -------------------------------- | ------------- |
| 2016–2019     | Game of Thrones    | Lyanna Mormont         | Paper recurrent (temporades 6–8) | [ 1 ]         |
| 2016–2017     | Future-Worm!       | Veus addicionals       | 1 capítol                        | [ 1 ]         |
| 2017–2020     | La pitjor bruixa   | Mildred Hubble         | Paper principal (temporades 1–3) | [ 1 ] [ 13 ]  |
| 2018          | Requiem            | Jove Matilda           | Capítol: "The Blue Room"         | [ 28 ]        |
| 2018–present  | Hilda              | Hilda (veu)            | Paper principal; 26 capítols     | [ 29 ]        |
| 2020          | Shepherd's Delight | Noia del parc          | Capítol: "Self-Tape 48"          | [ 30 ]        |
| 2020          | His Dark Materials | Angelica               | 6 capítols                       | [ 31 ]        |
| 2020          | Summer Camp Island | Ramona (15 anys) (veu) | Episode: "Ghost Baby Jabberwock" |               |
| 2022          | Becoming Elizabeth | Jane Grey              | Paper principal                  | [ 32 ]        |
| 2023–pressent | The Last of Us     | Ellie                  | Paper principal                  | [ 16 ] [ 33 ] |

### Videojocs
| Any  | Títol               | Paper       | Referències |
| ---- | ------------------- | ----------- | ----------- |
| 2018 | Doctor Who Infinity | Freya (veu) | [ 34 ]      |

### Radio i podcasts
| Any  | Títol         | Paper      | Notes                                      | Ref.   |
| ---- | ------------- | ---------- | ------------------------------------------ | ------ |
| 2020 | Drama         | Miss Edith | 4 capítols: "Edith Sitwell in Scarborough" | [ 35 ] |
| 2022 | Impact Winter | Whisper    | 6 capítols                                 | [ 36 ] |

## Discografia
| Any  | Títol               | Álbum                  | Notes                                     | Ref.          |
| ---- | ------------------- | ---------------------- | ----------------------------------------- | ------------- |
| 2020 | "The Life of Hilda" | Hilda                  | "Capítol 7: The Beast of Cauldron Island" | [ 37 ] [ 38 ] |
| 2022 | "Birdy Song"        | Catherine Called Birdy |                                           |               |

## Premis i nominacions
| Any  | Premi                      | Categoria | Obra                   | Resultat  | Ref.          |
| ---- | -------------------------- | --- | ---------------------- | --------- | ------------- |
| 2018 | RTS North West Awards      | Millor talent innovador                                                                                               | The Worst Witch        | Nominat   |               |
| 2018 | BAFTA                      | Millor Intèrpret Jove                                                                                                 | The Worst Witch        | Nominat   | [ 39 ]        |
| 2019 | BAFTA                      | Millor Intèrpret Jove                                                                                                 | The Worst Witch        | Guanyador | [ 40 ]        |
| 2019 | BAFTA                      | Animació infantil (compartit amb Luke Pearson, Stephanie Simpson i Kurt Mueller)                                      | Hilda                  | Guanyador | [ 40 ]        |
| 2020 | British Animation Awards   | Millor actuació de veu                                                                                                | Hilda                  | Nominat   | [ 41 ] [ 42 ] |
| 2020 | CinEuphoria Awards         | Premi honorífic | Game of Thrones        | Guanyador | [ 43 ]        |
| 2020 | Screen Actors Guild Awards | Screen Actors Guild Award for Outstanding Performance by an Ensemble in a Drama Series (compartit amb el repartiment) | Game of Thrones        | Nominat   | [ 44 ]        |
| 2022 | British Animation Awards   | Millor actuació de veu                                                                                                | Hilda                  | Nominat   | [ 45 ] [ 46 ] |
| 2022 | Critics' Choice Awards     | Critics' Choice Movie Award for Best Young Performer                                                                  | Catherine Called Birdy | Nominat   | [ 47 ]        |